# Goran Perkovac
Goran Perkovac (ur. 16 września 1962 w Slatinie) – jugosłowiański, a następnie chorwacki piłkarz ręczny, uczestnik i brązowy medalista Letnich Igrzyskach Olimpijskich w Seulu i złoty medalista Igrzysk Olimpijskich w Atlancie.